# 제84회 아카데미상
제84회 아카데미상 시상식은 최고의 2011년 영화를 기리기 위해 영화 예술 과학 아카데미(AMPAS)가 개최하는 시상식이다. 2012년 2월 26일에 캘리포니아주 할리우드의 코닥 극장에서 개최되어 미국의 ABC가 생방송으로 중계하였다.

## 일정
| 날짜                   | 행사                                 |
| ---------------------- | ------------------------------------ |
| 2012년 1월 24일 화요일 | PST 기준 오전 5시 34분 지명 선언     |
| 2012년 2월 1일 수요일  | 마지막 투표 우송                     |
| 2012년 2월 6일 월요일  | 지명자 점심 식사                     |
| 2012년 2월 11일 토요일 | 아카데미 과학기술상 발표             |
| 2012년 2월 21일 화요일 | 마지막 투표가 PST 기준 오후 5시 종료 |
| 2012년 2월 26일 일요일 | 제84회 아카데미상 발표               |

## 수상 및 후보

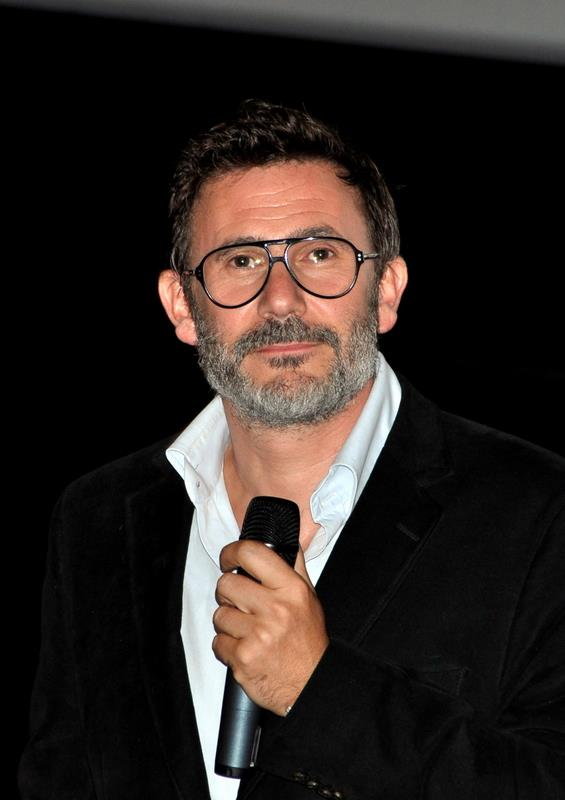
감독상 수상자 미셀 하자나비시우스

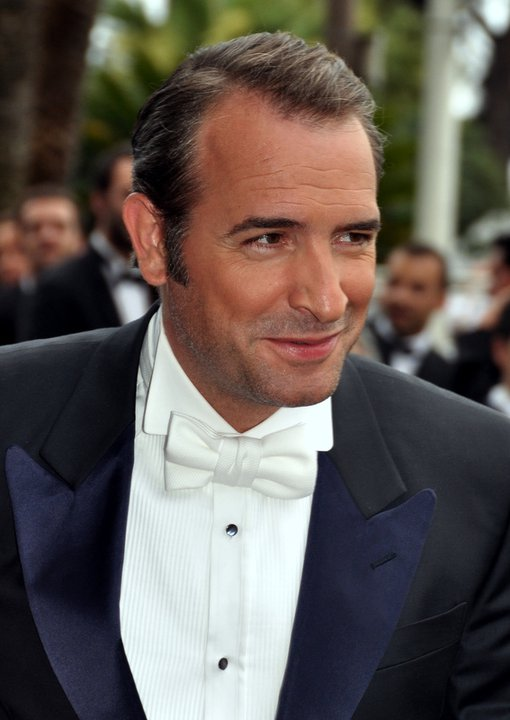
남우주연상 수상자 장 뒤자르댕

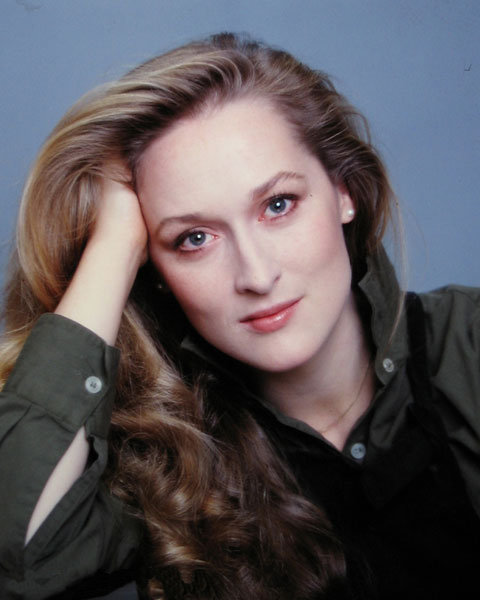
여우주연상 수상자 메릴 스트립

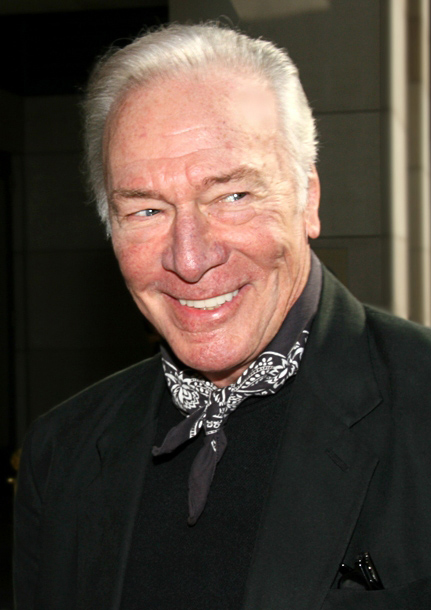
남우조연상 수상자 크리스토퍼 플러머

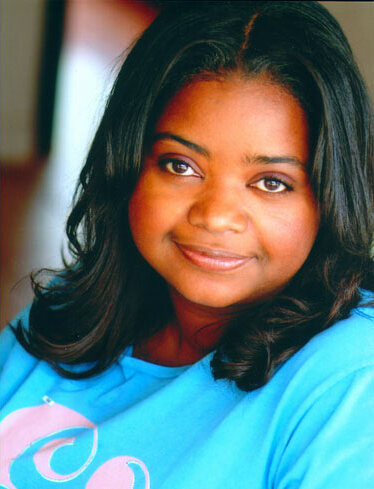
여우조연상 수상자 옥타비아 스펜서

수상자는 굵은 글씨 표시를 해놓았다.
| 작품상 | 감독상 |
| --- | --- |
| - 아티스트 – 토머스 랭맨 - 워 호스 – 스티븐 스필버그, 캐슬린 케네디 - 머니볼 – 마이클 데루카, 레이철 호로비치, 브래드 피트 - 디센던트 – 짐 버크, 짐 테일러, 알렉산더 페인 - 헬프 – 브런슨 그린, 크리스 콜럼버스, 마이클 바나던 - 미드나잇 인 파리 – 레티 에런슨, 스티븐 테넌바움 - 휴고 – 그레이엄 킹, 마틴 스코세이지 - 트리 오브 라이프 – 세라 그린, 데데 가드너, 그랜트 힐, 빌 폴래드 - 엄청나게 시끄럽고 믿을 수 없게 가까운 – 스콧 루딘 | - 미셀 하자나비시우스 – 아티스트 - 알렉산더 페인 – 디센던트 - 우디 앨런 – 미드나잇 인 파리 - 마틴 스코세이지 – 휴고 - 테런스 맬릭 – 트리 오브 라이프 |
| 남우주연상 | 여우주연상 |
| - 장 뒤자르댕 – 아티스트 - 조지 밸런타인 역 - 조지 클루니 – 디센던트 - 맷 킹 역 - 브래드 피트 – 머니볼 - 빌리 빈 역 - 데미안 비치르 – 어 베터 라이프 - 카를로스 갈린도 역 - 게리 올드먼 – 팅커 테일러 솔저 스파이 - 조지 스마일리 역 | - 메릴 스트립 – 철의 여인 - 마거릿 대처 역 - 비올라 데이비스 – 헬프 - 에이블린 클라크 역 - 미셸 윌리엄스 – 마릴린 먼로와 함께한 일주일 - 마를린 먼로 역 - 루니 마라 – 밀레니엄 : 여자를 증오한 남자들 - 리스베트 살란데르 역 - 글렌 클로스 – 앨버트 놉스 - 앨버트 놉스 역                                                                                           |
| 남우조연상 | 여우조연상 |
| - 크리스토퍼 플러머 – 비기너스 - 핼 필드 역 - 케네스 브래너 – 마릴린 먼로와 함께한 일주일 - 로런스 올리비에 경 역 - 닉 놀티 – 워리어 - 패디 콘런 역 - 막스 폰 쉬도브 – 엄청나게 시끄럽고 믿을 수 없게 가까운 - 토마스 셀 역 - 조나 힐 – 머니볼 - 피터 브랜드 역 | - 옥타비아 스펜서 – 헬프 - 미니 잭슨 역 - 베레니스 베조 – 아티스트 - 페피 밀러 역 - 멀리사 매카시 – 내 여자친구의 결혼식 - 메건 역 - 제시카 채스테인 – 헬프 - 셀리아 풋 역 - 재닛 맥티어 – 앨버트 눕스 - 허버트 페이지 역 |
| 각본상 | 각색상 |
| - 허 – 스파이크 존즈 - 아메리칸 허슬 – 에릭 워런 싱어, 데이비드 O. 러셀 - 블루 재스민 – 우디 앨런 - 달라스 바이어스 클럽 – 크레이그 보튼, 멀리사 월랙 - 네브래스카 – 밥 넬슨 | - 노예 12년 – 존 리들리 - 비포 미드나잇 – 리처드 링클레이터, 줄리 델피, 이선 호크 - 캡틴 필립스 – 빌리 레이 - 필로미나의 기적 – 스티브 쿠건, 제프 포프 - 더 울프 오브 월 스트리트 – 테런스 윈터 |
| 장편 애니메이션 작품상 | 외국어 영화상 |
| - 겨울왕국 – 크리스 벅, 제니퍼 리, 피터 델베초 - 크루즈 패밀리 – 커크 디미코, 크리스 샌더스, 크리스틴 벨슨 - 슈퍼배드 2 – 피에르 코팽, 크리스 리노드, 크리스 멜레단드리 - 어네스트와 셀레스틴 – 벤저민 레너, 디디에 브루너 - 바람이 분다 – 미야자키 하야오, 스즈키 도시오 | - 더 그레이트 뷰티 (이탈리아) – 파올로 소렌티노 - 브로큰 서클 (벨기에) – 펠릭스 판 흐로닝언 - 더 헌트 (덴마크) – 토마스 빈터베르 - 잃어버린 사진 (캄보디아) – 리티 판 - 오마르 (팔레스타인) – 하니 아부 아사드 |
| 장편 다큐멘터리 영화상 | 단편 다큐멘터리 영화상 |
| - 20 피트 프롬 스타덤 – 모건 네빌 - 액트 오브 킬링 – 조슈아 오펜하이머, 시그네 뷔르게 쇠렌센 - 큐티 앤드 더 복서 – 재커리 하인저링, 리디아 딘 필처 - 더러운 전쟁 – 리처드 롤리, 제러미 스카힐 - 더 스퀘어 – 제핸 노젬, 카림 아메르 | - The Lady in Number 6: Music Saved My Life – 맬컴 클라크, 니컬러스 리드 - CaveDigger – 제프리 카로프 - Facing Fear – 제이슨 코언 - Karama Has No Walls – 세라 이스하그 - Prison Terminal: The Last Days of Private Jack Hall – 에드거 배런스 |
| 단편 영화상 | 단편 애니메이션 작품상 |
| - Helium – 앤더스 월터 & 킴 마그누손 - Aquel no era yo – 에스테반 크레스포 - Avant que de tout perdre – 그자비에 르그랑 - Pitääkö mun kaikki hoitaa? – 셀마 빌후넨, 키르시카 사리 - The Voorman Problem – 마크 길, 볼드윈 리 | - Mr. Hublot – 로런트 위츠 - Feral – 대니얼 소사 - 말을 잡아라! – 로런 맥멀런 - 구십구 – 모리타 슈헤이 - 마법빗자루 – 맥스 랭, 얀 라하우어 |
| 음악상 | 주제가상 |
| - 그래비티 – 스티븐 프라이스 - 책도둑 – 존 윌리엄스 - 허 – 윌리엄 버틀러, 오언 팰렛 - 필로미나의 기적 – 알렉상드르 데스플라 - 세이빙 미스터 뱅크스 – 토머스 뉴먼 | - "Let It Go" (겨울왕국) – 크리스틴 앤더슨 로페즈, 로버트 로페즈 - "Happy" (슈퍼배드 2) – 퍼렐 윌리엄스 - "The Moon Song" (그녀) – 캐런 오, 스파이크 존즈 - "Ordinary Love" (만델라: 자유를 향한 머나먼 여정) – U2 - "Alone, Yet Not Alone" (얼론 옛 낫 얼론) – 브루스 브로턴, 데니스 스피걸 (후보 철회)                                                            |
| 음향편집상 | 음향효과상 |
| - 그래비티 – 글렌 프리맨틀 - 올 이즈 로스트 – 스티브 보데커, 리처드 힘스 - 캡틴 필립스 – 올리버 타니 - 호빗: 스마우그의 폐허 – 브렌트 버지 - 론 서바이버 – 와일리 스테이트먼 | - 그래비티 – 스킵 리브시, 니브 아디리, 크리스토퍼 벤스티드, 크리스 먼로 - 캡틴 필립스 – 크리스 버든, 마크 테일러, 마이크 프레스트우드 스미스, 크리스 먼로 - 호빗: 스마우그의 폐허 – 크리스토퍼 봉스, 마이클 헤지스, 마이클 시매닉, 토니 존슨 - 인사이드 르윈 – 스킵 리브시, 그레그 올로프, 피터 F. 컬랜드 - 론 서바이버 – 앤디 코야마, 보 보더스, 데이비드 브라운로 |
| 미술상 | 촬영상 |
| - 위대한 개츠비 – 캐서린 마틴, 베벌리 던 - 아메리칸 허슬 – 주니 베커, 헤더 로플러 - 그래비티 – 앤디 니컬슨, 로지 굿윈, 조앤 울러드 - 허 – K. K. 배런, 진 서데나 - 노예 12년 – 애덤 스톡하우젠, 앨리스 베이커 | - 그래비티 – 에마누엘 루베스키 - 일대종사 – 필리프 르수르 - 인사이드 르윈 – 브루노 델보넬 - 네브래스카 – 페돈 파파미하일 - 프리즈너스 – 로저 디킨스 |
| 분장상 | 의상상 |
| - 달라스 바이어스 클럽 – 어드루이사 리, 로빈 매슈스 - 잭애스 프레젠트: 배드 그랜파 – 스티븐 프라우티 - 론 레인저 – 조엘 할로, 글로리아 파스쿼 캐즈니 | - 위대한 개츠비 – 캐서린 만틴 - 아메리칸 허슬 – 마이클 윌킨슨 - 일대종사 – 윌리엄 장 - 인비저블 우먼 – 마이클 오코너 - 노예 12년 – 퍼트리샤 노리스 |
| 편집상 | 시각효과상 |
| - 그래비티 – 알폰소 쿠아론, 마크 생어 - 아메리칸 허슬 – 제이 캐시디, 크리스핀 스트러서스, 앨런 바움가튼 - 캡틴 필립스 – 크리스토퍼 라우스 - 달라스 바이어스 클럽 – 존 맥 맥머피, 마틴 펜사 - 노예 12년 – 조 워커 | - 그래비티 – 팀 웨버, 크리스 로런스, 데이브 셔크, 닐 코불드 - 호빗: 스마우그의 폐허 – 조 레터리, 에릭 세인던, 데이비드 클레이턴, 에릭 레이놀즈 - 아이언맨 3 – 크리스토퍼 타운젠드, 가이 윌리엄스, 에릭 내시, 댄 서딕 - 론 레인저 – 팀 알렉산더, 게리 브로제닉, 에디슨 윌리엄스, 존 프레이저 - 스타 트렉 다크니스 – 로저 가이옛, 패트릭 튜백, 벤 그로즈먼, 버트 돌턴 |

## 같이 보기
- 2011년 영화